# Gerstmár Ferenc
Gerstmár Ferenc (Várpalota, 1974. szeptember 16. –) magyar művelődésszervező, filmkultúra-terjesztő, video szerkesztő-operatőr. 2017. június 1. óta a Lehet Más a Politika belügyi kabinetvezetője.

## Családja
Nős, négy gyermek édesapja.

## Életpályája

### Tanulmányai
1981 és 1989 között a várpalotai 1. számú Általános Iskolában végezte el az alapfokú tanulmányait. 1989 és 1993 között a veszprémi Lovassy László Gimnáziumban végezte el a középfokú tanulmányait. 1993 és 1997 között a szombathelyi Berzsenyi Dániel Tanárképző Főiskolán tanult, ahol művelődésszervezőként végzett.
1997 és 1999 között a Századvég Politikai Iskolában a Faludi Ferenc Akadémia ösztöndíjával tanult. 2006-ban elvégezte a Budapesti Kommunikációs Főiskola pályázatírás és projektmenedzsment képzését.
2007-ben elvégezte a Tiszai Euroatlanti Nyári Egyetem európai uniós kommunikációs kurzusát. 2007-ben elvégezte a Századvég Politikai Iskola Alapítvány önismereti és személyiségfejlesztő tréningjét.

### Pályafutása
1998. március 1. és 2000. július 15. között a nagytarcsai Magyar Honvédség Híradószertár Helyőrségi Klubjánál előadóként dolgozott. 2000. július 16. és 2001. szeptember 30. között a Honvédelmi Minisztérium Honvéd Kulturális Szolgáltató Közhasznú Társaság Nagytarcsai Intézményében művelődésszervezőként dolgozott. 2001. október 1. és 2010. április 16. között a HM Rekreációs és Kulturális Közhasznú Nonprofit Kft. Várpalotai Intézményénél művelődésszervezőként dolgozott. 2010. április 17. és 2012. november 11. között főállású apaként GYET-en volt. 2013. március 24. és 2016. október 22. között a Lehet Más a Politika országos elnökségének tagja, 2017. január 15-ig önkormányzati és rendészeti szakszóvivő volt. Gerstmár Ferenc a Lehet Más a Politika Veszprém megyei területi szervezetének az alapító tagja.
2010-ben és 2014-ben Veszprém önkormányzati képviselőjévé lett megválasztva, mindkét esetben a kompenzációs listán keresztül szerezte meg a pozícióját.